# Акваспарта
Акваспарта (итал. Acquasparta) — город в Италии, расположен в регионе Умбрия, подчинён административному центру Терни (провинция).
Население составляет 4533 человека, плотность населения составляет 57 чел./км². Почтовый индекс — 5021. Телефонный код — 00744.
Покровительницей города почитается святая Цецилия, празднование 22 ноября.

## История
В 1630 году городом недолго правил Федерико Чези.